# Мексичка струја
Мексичка струја настаје као продужетак, тј. леви крак Јукатанске струје у Мексичком заливу. Она прати обале Мексика и САД. Ово је изразито топла морска струја и њена брзина износи око 0,6 km/h. један мањи део вода улази у Флоридску струју, а остатак удара у обале континента и ту се постепено губи.